# Gundam Reconguista in G
Gundam Reconguista in G (яп. ガンダム Gのレコンギスタ гандаму G но рэконгисута), сокращенно G-Reco (яп. Gレコ) — научно-фантастический аниме-сериал в жанре «меха», являющийся частью серии Gundam. Был снят в честь 35-летия франшизы на студии Sunrise, как и предыдущие части серии. Режиссёром этой части снова стал Ёсиюки Томино впервые после Turn A Gundam в 1999 году. Действие происходит в новом календаре — Позолоченном веке.
Новости о том, что новый меха-сериал будет срежиссирован Ёсиюки Томино появились в сентябре 2011 года. Тогда проект носил кодовое имя G-Reco. Ещё ранее, в ноябре 2010 года, Томино опубликовал часть неизданного романа Hajimetai Capital G no Monogatari (яп. はじめたいキャピタルGの物語) в журнале Gundam Ace, причём в центре событий находился космический лифт и похожие персонажи. Сценарий к аниме был написан в 2012. Официально о съемках Reconguista in G было объявлено на мероприятии в честь 35-летия Gundam 20 марта 2014 года.

## Сюжет
В 1014 году Позолоченного века (после Вселенского века), молодой член столичной охраны по имени Беллри Зенам (яп. ベルリ・ゼナム), занимается охраной космического лифта. Защищая его от пиратов, он помогает захватить в плен мощного управляемого боевого робота (также называемого «мобильным доспехом») и пилота по имени Аида Суруган (яп. アイーダ・スルガン). Беллри — один из немногих, кто может управлять доспехом.

## Роли озвучивали
- Марк Исии — Беллри
- Ю Симамура — Аида
- Минако Котобуки — Норедо
- Рёта Осака — Клим
- Такуя Сато — Лу Инь Ли
- Аяхи Такагаки — Манни